# Равелс
Равелс (на нидерландски: Ravels) е община, намираща се в белгийската провинция Антверпен. Общината включва градовете Попел, Равелс и Велде. Според преброяването от 1 януари 2006 в провинцията живеят 13 762 души, а гъстотата на населението е 145 души/км2. Голяма част от тези жители са холандски емигранти.
В този район се провежда битката при Равелс - първата битка от Белгийско-холандската война.